# Nechbet
Nechbet (auch Nechebet) ist in der ägyptischen Mythologie eine Himmels- und Kronengöttin. In der griechischen Mythologie trägt sie den Namen Eileithyia.

## Bedeutung
Nechbet war ursprünglich nur eine Ortsgöttin in Necheb (el-Kab). In der Übersetzung ihres Namens „Die von Necheb“ wird deutlich, warum auch später diese antike Stadt ihr Hauptkultort blieb. Mit der Zeit gewann sie jedoch mehr und mehr an Bedeutung, wurde zur Göttin für ganz Oberägypten und mit diesem wachsenden Einfluss entstanden auch für sie überall in Ägypten weitere Tempel und Kultorte.
Zusammen mit Wadjet, der Landesgöttin von Unterägypten, ist Nechbet die Schutzgöttin des Königs (Pharao) und im Nebtinamen (Herrinnen-Name) der ägyptischen Könige symbolisieren beide Schutzgöttinnen die vereinten Länder.
Sie gilt auch als Trägerin vom Auge des Re und wird im Nutbuch mit der Göttin Sopdet, Hathor und Tefnut gleichgesetzt.

## Darstellung
Die Göttin Nechbet wird als Geier oder manchmal auch als Frau mit einer Geierhaube beziehungsweise Geierkopf dargestellt. Als Sternbild wird sie Huret genannt und gleichzeitig mit Neith gleichgesetzt. Als Beinamen trägt sie den Titel „Die Geheime“.
In Dendera findet sich eine Abbildung von Wadjet und Nechbet, die Nechbet auf einer Papyruspflanze sitzend zeigt.

Wadjet und Nechbet im Römischen Mammisi in Dendera
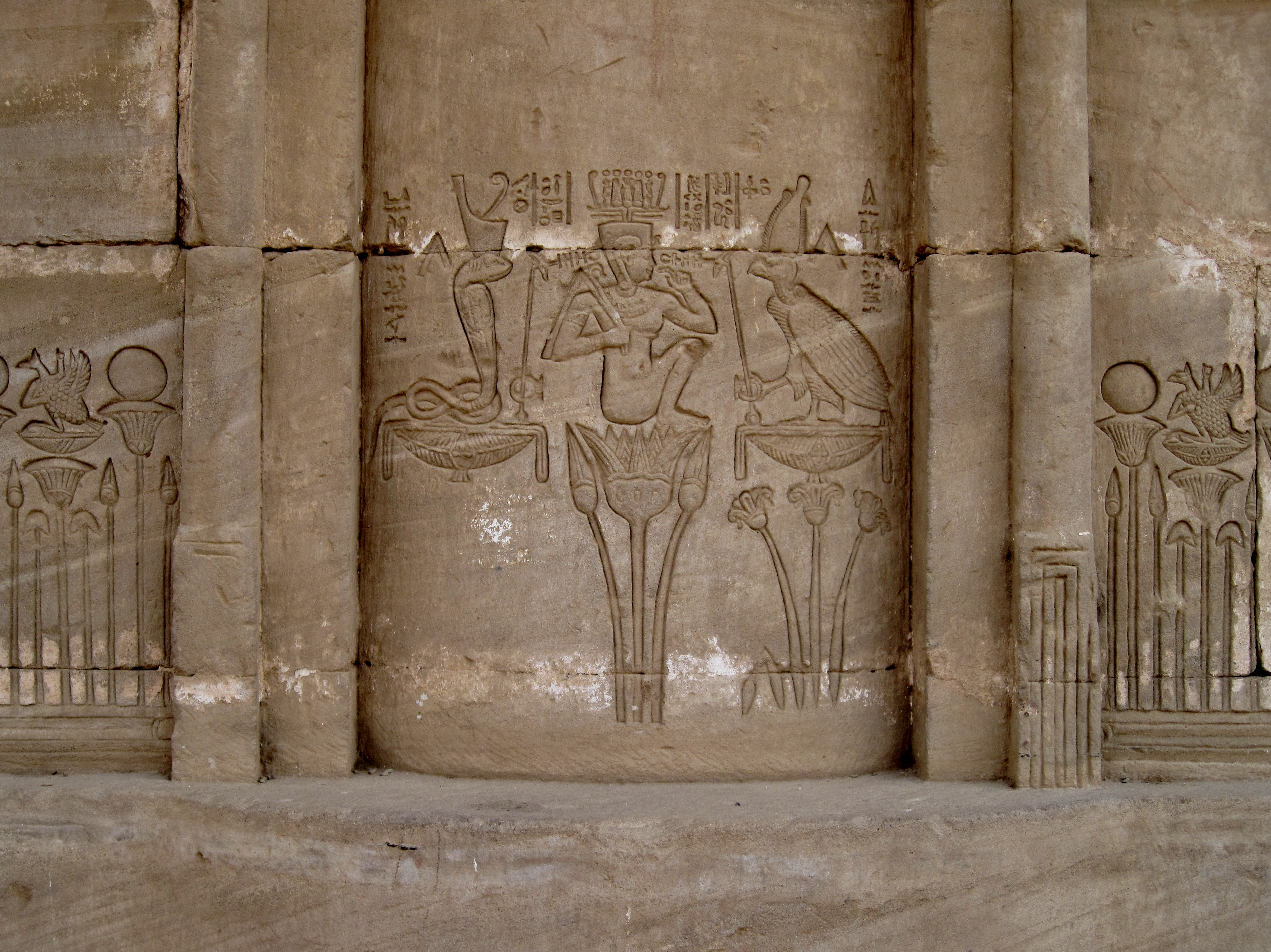
Die Götter Wadjet, Nefertem und Nechbet flankiert vom Rechit-Vogel
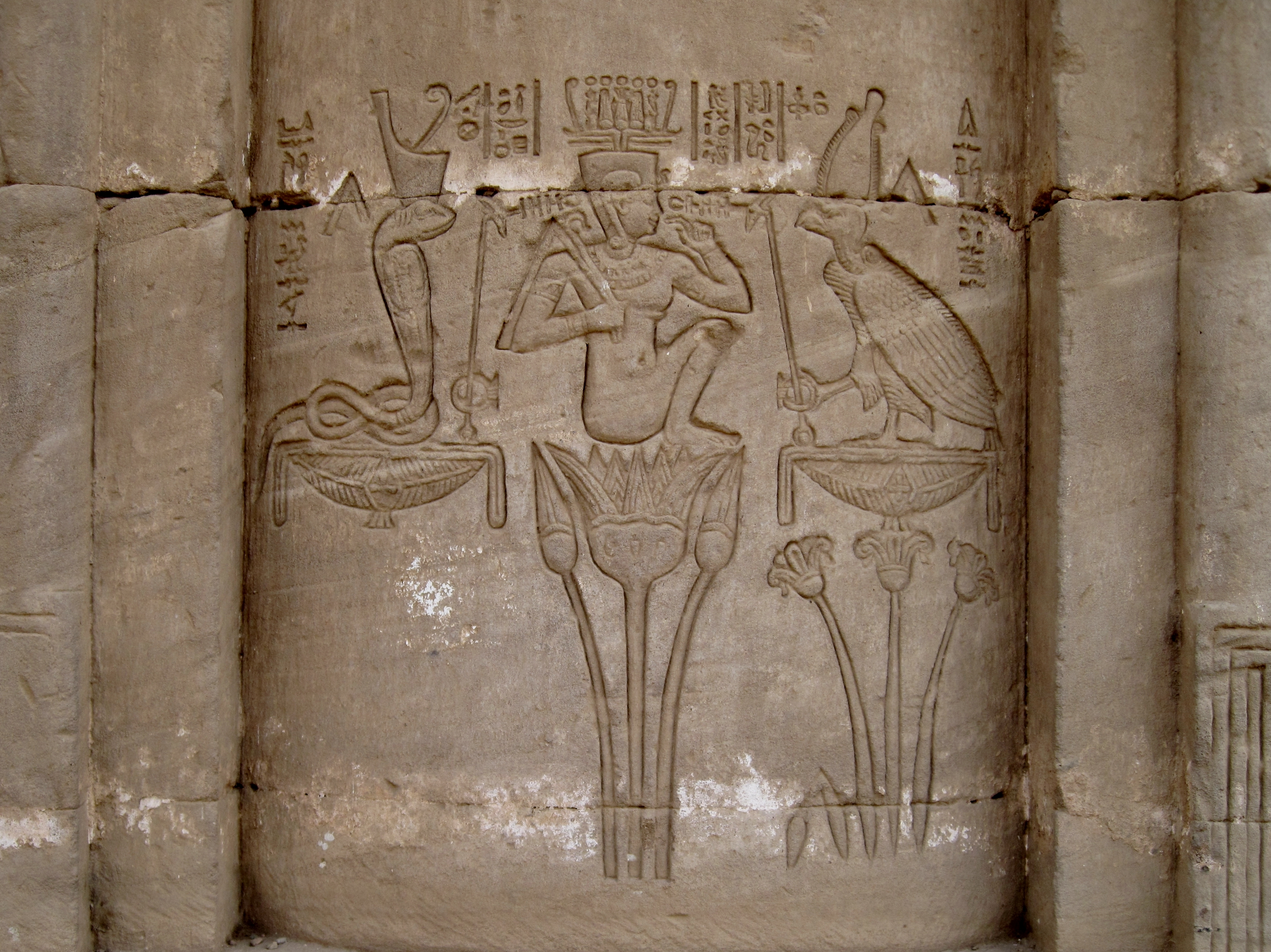
Nefertem inmitten der Kronengöttinnen auf einer Lotosblüte, Nechbet anblickend
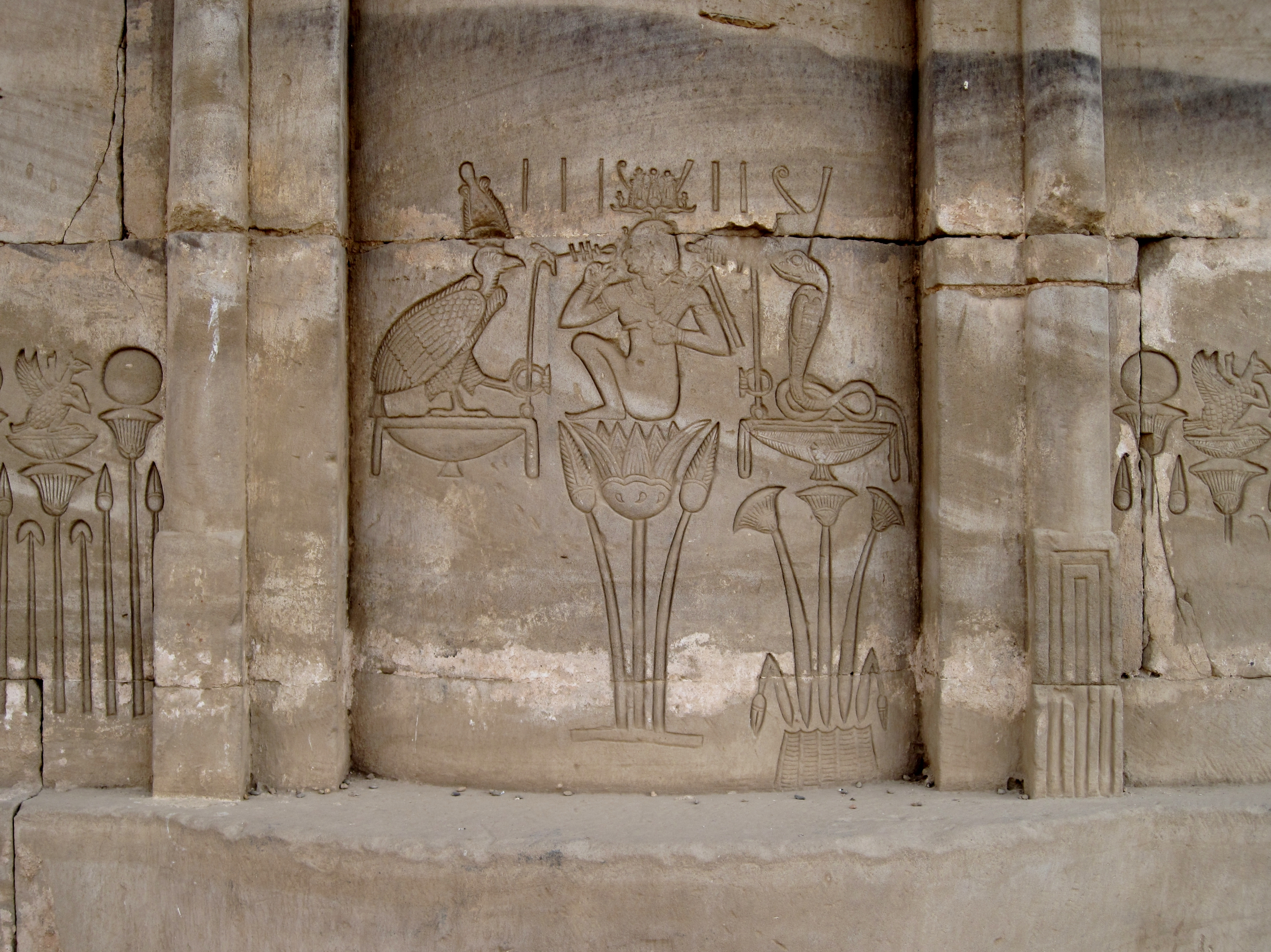
Nefertem inmitten der Kronengöttinnen auf einer Lotosblüte, Nechbet anblickend